# Пілотований політ на Марс
Пілотований політ на Марс — запланований політ людини на Марс за допомогою пілотованого космічного корабля. Роскосмос, НАСА і ESA оголосили політ на Марс своєю метою у XXI столітті. Ідея доставки експедиції на Марс як першого кроку в колонізації Марса є проявом феномена експансії людства. Найближча мета — пряме включення людського розуму в дослідження Марса, як частини навколишнього світу.

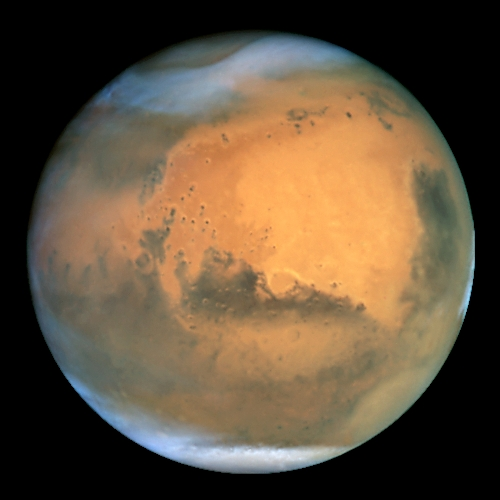
Знімок Марса космічним телескопом «Хаббл»

Американське космічне агентство НАСА за рахунок розробки і створення принципово нових двигунів космічних кораблів найближчим часом планує розробити програму спрямовану на скорочення вдвічі (з 8 до 4 місяців) часу польоту на Марс.

## Історія питання
За останні сім десятиліть було запропоновано чи вивчено широкий спектр можливих місій для польотів людей на Марс. Сюди входили хімічні, ядерні та електричні рушії, а також методології посадки, проживання на планеті та повернення.

### XX століття
За останнє століття науковці запропонували низку концепцій для такої експедиції. Історичне дослідження Девіда Портрі «Люди на Марсі: п'ятдесят років планування місій, 1950—2000 рр.» розглядає багато з них.

#### Пропозиції Вернера фон Брауна (1947—1950)
Вернер фон Браун здійснив детальне технічне дослідження місії на Марс у книзі «Das Marsprojekt» (1952, опублікована англійською мовою як The Mars Project в 1962 р.) та декількох наступних роботах.

#### Пропозиції США (1950—1970-ті)
З 1957 по 1965 рік компанія General Atomics працювала над проєктом «Оріон» — ідеєю космічного корабля з ядерним імпульсним рухом. «Оріон» гіпотетично зумів би транспортувати надзвичайно великі корисні вантажі порівняно з ракетами на хімічному паливі, що зробило б космічні місії на Марс та зовнішні планети реальними. Одна з ранніх конструкцій мала на меті відправити 800-тонний корисний вантаж на орбіту Марса. Проте Договір про часткову заборону ядерних випробувань 1963 року зробив подальший розвиток проєкту нежиттєздатним, і робота припинилася в 1965 р.
Після успіху програми «Аполлон» фон Браун виступав за місію на Марс з екіпажем як мету для космічної програми НАСА. Ідею розглянув президент Річард Ніксон, але відмовився на користь «Спейс Шаттл».

#### Mars Direct (1990-ті)
Через більшу відстань місія на Марс була б набагато ризикованішою і дорожчою, ніж минулі польоти на Місяць. Поставки та паливо потрібно підготувати до подорожі в обидва кінці, а космічний корабель потребував би хоча б часткового захисту від іонізуючого випромінювання. Проте в статті 1990 року Роберта Зубріна та Девіда А. Бейкера пропонувалося зменшити масу місії (а отже, і вартість), використовуючи ресурси для виробництва пального з марсіанської атмосфери.

### XXI століття

#### НАСА: з Місяця на Марс (2015— дотепер)
Національне аерокосмічне агентство США (НАСА) у 2017 р. озвучило імена 12 американців — головних кандидатів-астронавтів, які можуть вирушити на Марс. З 18300 НАСА обирало з коефіцієнтом прийому 0,7 % (для порівняння: коефіцієнт прийому в Гарвардський університет — 5,2 %). Кандидати почнуть дворічне навчання в Космічному центрі імені Ліндона Джонсона в Х'юстоні (штат Техас) вже в серпні 2017 р. Агентство заявляє, що їх можуть відправити на різні місії, включаючи проведення досліджень на Міжнародній космічній станції, запуск комерційних космічних апаратів і польоти в дальній космос. Нацагентство відправляє місію на Марс у 2030-х роках. Повний список, опублікований НАСА:
- Кайла Баррон (29 років)
- Зена Кардман (29 років)
- Раджа Чари (39 років)
- Меттью Домінік (35 років)
- Боб Хайнс (42 роки)
- Воррен «Вуді» Хобург (31 рік)
- доктор Джоні Кім (33 роки)
- Роб Калин (33 роки)
- Жасмин Могбелі (33 роки)
- Лорал Охара (34 роки)
- доктор Франсіско «Френк» Рубіо (41 рік)
- Джессіка Уоткінс (29 років).

#### SpaceX та ідеї Ілона Маска (2016— дотепер)
Орієнтовно у 2024 р. Ілон Маск планує запустити перший космічний корабель Big Falcon Spaceship на Марс.

## Зиск від польоту
Через високі вимоги в областях двигунобудування, техніки безпеки, систем життєзабезпечення і екзобіологічних досліджень потрібен розвиток нових технологій. Багато хто очікує звідси інноваційного поштовху, аналогічного тому, який відбувся в 1960-х роках, після першого польоту людини в космос. Загалом це віщує економічне пожвавлення, яке компенсує великі витрати. Водночас політ виявиться значущим і для людської цивілізації, якщо людина зробить перший крок на іншу планету, щоб пізніше колонізувати її.
Крім того, колонізація Марса може зіграти велику роль у порятунку людства в разі глобальної катастрофи на Землі, наприклад, у разі зіткнення з астероїдом. Попри те, що ймовірність такої катастрофи невелика, необхідно мати це на увазі, бо наслідки глобальної катастрофи можуть бути фатальні для людської цивілізації. Через велику тривалість процесу колонізації інших планет, краще починати її якомога раніше і з Марса.
У науковому плані, основний ефект від пілотованої експедиції полягає в тому, що людина є незрівнянно універсальнішим і гнучкішим «інструментом» дослідження, ніж автомати (марсоходи та стаціонарні посадкові апарати). Відповідно, за досить тривалого перебування на поверхні (тижні або місяці) люди здатні набагато глибше дослідити район посадки і прилеглі околиці; самостійно, швидко й ефективно вибрати найкорисніші напрямки дослідження, виходячи з фактичної ситуації, яку неможливо або складно передбачити заздалегідь при підготовці місії. Людині притаманна ціла низка унікальних якостей, необхідних для процесу пізнання навколишнього світу і всі ці якості повною мірою будуть використані в експедиції на Марс. Враховуючи обов'язкову умову повернення екіпажу на Землю, є можливість доставити велику кількість найцікавіших зразків (сотні кілограм) безпосередньо в лабораторії, оснащені повним спектром доступного людству обладнання. Це буде необхідно для всебічного найглибшого дослідження зразків, які буде неможливо достатньою мірою вивчити за допомогою устаткування, наявного на кораблі. При цьому, творчо застосовуючи наявне обладнання та прилади, екіпаж посадкового корабля здатний виконати такі роботи і дослідження, які не були б заплановані заздалегідь, що практично неможливо навіть для керованих автоматичних зондів. Особливе значення має те, що важливі рішення про хід робіт можуть прийматися дуже швидко і найадекватніше ситуації, оскільки екіпаж буде перебувати безпосередньо на поверхні в реальній обстановці, на відміну від операторів та керівників автоматичних апаратів, що знаходяться на Землі, до якої сигнал в обидві сторони буде йти не менше пів години.
Таким чином, пілотована експедиція дозволяє отримати безпрецедентно великий обсяг нових наукових знань за відносно короткий проміжок часу і, можливо, вирішити найважливіші питання, що стосуються марсіанської сучасної та давньої геології, метеорології і проблеми можливого існування життя на Марсі.
Вчений та футуролог Карл Саган так описував доцільність пілотованого польоту на Марс:
|                                                          | Космічна перспектива, що постає перед нашими очима, поглиблене бачення свого місця у Всесвіті, дуже помітна програма, яка впливає на наше уявлення про себе самих, може наочно показати нам крихкість природи Землі, спільність для всіх небезпеки, що нависла над нею, і спільну відповідальність усіх держав і народів Землі. |
| — Карл Саган, Блакитна цятка. Космічне майбутнє людства. | |

## Загрози
Американські вчені зі школи медицини при Університеті Каліфорнії встановили, що переліт на Марс може викликати серйозні порушення роботи мозку в астронавтів. Доктор Чарльз Лімолі, професор радіаційної онкології, повідомляє, що виявлено вплив високоенергетичних заряджених частинок космічного походження на мозок людини. Дослідження виконані на замовлення НАСА